# Рофао (Фрозиноне)
Рофао је насеље у Италији у округу Фрозиноне, региону Лацио.
Према процени из 2011. у насељу је живело 27 становника. Насеље се налази на надморској висини од 193 м.